# Nevada (film 1935)
Nevada (Bar 20 Rides Again) è un film del 1935 diretto da Howard Bretherton.
È un western statunitense con William Boyd, James Ellison, Jean Rouverol e George 'Gabby' Hayes. Fa parte della serie di film western incentrati sul personaggio di Hopalong Cassidy (interpretato da Boyd) creato nel 1904 dallo scrittore Clarence E. Mulford. È il terzo film della serie ed il primo in cui George 'Gabby' Hayes interpreta il personaggio di Windy, spalla di Hopalong.

## Produzione
Il film, diretto da Howard Bretherton su una sceneggiatura di Doris Schroeder e Gerald Geraghty, fu prodotto da Harry Sherman tramite la Harry Sherman Productions e girato nell'Iverson Ranch a Chatsworth, nelle Alabama Hills a Lone Pine e nei Prudential Studios, in California, dal 13 ottobre 1935. I brani della colonna sonora Open Up Your Heart e When the Moon Hangs High furono composti da Sam H. Stept e Dave Franklin.

## Distribuzione
Il film fu distribuito con il titolo Bar 20 Rides Again negli Stati Uniti dal 6 dicembre 1935 al cinema dalla Paramount Pictures.
Altre distribuzioni:
- in Svezia l'11 aprile 1936 (Bill Cassidy gör slag i saken) (Hopalong gör slag i saken)
- in Danimarca il 18 giugno 1937 (Vestens Vovehals)
- in Danimarca il 26 dicembre 1950 (redistribuzione)
- in Svezia il 24 febbraio 1955 (redistribuzione)
- in Brasile (Sinal de Fogo)
- in Italia (Nevada)

## Promozione
Le tagline sono:
- The FOUR ACES of Big-Time Westerns in Another Swell Cassidy Adventure!
- As swell an adventure as you've ever seen!
- He was king of the rustlers and emperor of the wastelands till Cassidy decided to out a stop to the ace bad man's game!
- "I'm Dealin' You Trouble, MISTER!"
- He was king of the rustlers and emperor of the wastelands till Cassidy decided to put a stop to the ace bad man's game!
- "This Happens To Be The Death Card I'm DEalin' You, Mister!